# Асоциация на американските университети
Асоциацията на американските университети (ААУ) е организация на водещите научноизследователски университети в САЩ, осъществяваща поддръжката на националната система за академични изследвания и образование.
В ААУ влизат 61 университета в САЩ и два университета в Канада.

## Обща информация
ААУ е основана през 1900 г. от група от четиринадесет доктори (Doctor of Philosophy) представители на 14 университета, с цел да подобрят и стандартизират американските докторски програми. Днес ААУ е форум за разработка и осъществяване на институционална и национална политика по укрепване на програмите за научни изследвания и професионалното образование на студентите и аспирантите. Асоциацията провежда две годишни събрания, едното от които се провежда в щаб квартирата на асоциацията във Вашингтон.

### Президенти на асоциацията
| Глава             | Срок полномочий         |
| ----------------- | ----------------------- |
| Томас Бартлет     | 1977 – 1982             |
| Робърт Розенцвайг | 1983 – 1993             |
| Корнелиус Отклики | 1993 – 1998             |
| Нилс Хаселмо      | 1 юли 1998 – Април 2006 |
| Робърт Бердал     | Май 2006 –              |

### Статистика
По статистика от 2004 г. на членовете на ААУ са присъдени 58 % от университетските изследователски грантове, 52 % от всички присъдени докторски степени в САЩ. От 1999 г. 43 % от всички Нобелови награди.
- Студенти: 1 044 759 (7 % в национален мащаб).
- Бакалаври: 235 328 (17% в национален мащаб).
- Аспиранти: 418 066 (20% в национален мащаб).
- Магистри: 106 971 (19% в национален мащаб).
- Доктори: 22 747 (52% в национален мащаб).
- Студенти, обучаващи се зад граница: 57 205.
- Национални достижения на учените за 2004 г.: 5434 (63% в национален мащаб).

## Членове на ААУ

### Прием в асоциацията
Нови членове в организацията се приемат само по покана, която трябва да бъде отправена от не по-малко от три четвърти от сегашните членове. Поканите се преглеждат периодически, оценява се качеството на висшето образование, както и на изследователските програми.
Учредителите са с удебелен шрифт, годината на приемане е указана в скоби.

### Държавни университети
| - Аризонски университет (1985) - Университет Бъфало (1989) - Калифорнийски университет в Бъркли (1900) - Калифорнийски университет, Дейвис (1996) - Калифорнийски университет, Ървайн (1996) - Калифорнийски университет, Лос Анджелис (1974) - Калифорнийски университет, Сан Диего (1982) - Калифорнийски университет, Санта Барбара (1995) - Колорадски университет (Боулдер) (1966) - Флоридски университет (1985) - Технологически институт на Джорджия (2010) - Университет на Илинойс в Ърбана-Шампейн (1908) - Индиански университет (1909) - Университет Айова (1909) - Университет на щата Айова (1958) - Канзаски университет (1909) - Мерилендски университет в Колидж Парк (1969) | - Мичигански университет (1900) - Мичигански щатски университет (1964) - Университет на Минесота (1908) - Университет Мисури (Колумбия) (1908) - Рътгърс (1989) - Университет на Северна Каролина в Чапъл Хил (1922) - Охайски щатски университет (1916) - Орегонски университет (1969) - Пенсилвански държавен университет (1958) - Питсбъргски университет (1974) - Университет Пардю (1958) - Университет Стоуни Брук (2001) - Тексаски университет в Остин (1929) - Тексаски селскостопански и механически университет (2001) - Вирджински университет (1904) - Вашингтонски университет (1950) - Уискънсински университет (1900) |

### Частни университети
| - Университет Брандейс (1985) - Брауновски университет (1933) - Калифорнийски технологичен институт (1934) - Университет Карнеги Мелън (1982) - Западен резервен университет Кейс (1969) - Чикагски университет (1900) - Колумбийски университет (1900) - Университет Корнел (1900) - Университет Дюк (1938) - Университет Емори (1995) - Харвардски университет (1900) - Университет Джонс Хопкинс (1900) - Масачузетски технологичен институт (1934) | - Нюйоркски университет (1950) - Северозападен университет (1917) - Пенсилвански университет (1900) - Принстънски университет (1900) - Университет Райс (1985) - Университет Рочестър (1941) - Университет на Южна Калифорния (1969) - Станфордски университет (1900) - Тулейнски университет (1958) - Университет Вандербилт (1950) - Вашингтонски университет в Сент Луис (1923) - Йейлски университет (1900) |

### Университети в Канада
- Университет Макгил (1926)
- Университет Торонто (1926)

### Бивши членове
- Католически университет на Америка (1900 – 2002)

Напуснал поради разногласия с другите членове.
- Университет Кларк (1900 – 1999)

Напуснал поради изследвания, несъответстващи на другите членове.
- Университет Небраска (1909 – 2011)
- Сиракюзки университет (1966 – 2011)

## Забележки
1. ↑   AAU Facts and Figures, архив на оригинала от 12 септември 2008, https://web.archive.org/web/20080912200109/http://www.aau.edu/budget/AAUFactsandFigures.pdf, посетен на 11 февруари 2011
2. ↑  Inside CUA Online